# Ecoturístico Cerro de Oro
Ecoturístico Cerro de Oro es una comuna, conformada por 10 barrios. Antiguamente denominada comuna 6, limita con las comunas de Tesorito, Nuevo Horizonte y Palogrande.

## División
La comuna está conformada por 10 barrios, los cuales son:
| - Alta Suiza - Baja Suiza - Bosques de Niza - Colseguros - La Cumbre | - La Sultana - La Toscana - Minitas - Residencias Manizales - Viveros |

## Sitios de interés
Alta Suiza
- Plazuela de Viscaya

Bosques de Niza
- Mirador de la Sierra

La Toscana
- Escuela de Carabineros Alejandro Gutiérrez

Viveros
- Centro de Sacrificio de Manizales
- Ecoparque los Yarumos